# سیر سفلی (دیواندره)
سیر سفلی (دیواندره)، روستایی از توابع بخش کرفتو شهرستان دیواندره در استان کردستان ایران است.

## جمعیت
این روستا در دهستان کانی شیرین قرار دارد و براساس سرشماری مرکز آمار ایران در سال ۱۳۸۵، جمعیت آن ۲۲۴ نفر (۵۲خانوار) بوده‌است. این روستا دراستان کردستان شهرستان دیواندره، بخش کرفتو، دهستان کانی شیرین واقع شده است.سیرسفلی دردامنه کوه های زاگرس قرارگرفته ودارای آب وهوای معتدل کوهستانی است ودر کنار رودخانه ای به نام( ول کشتی) قرار گرفته است. متاسفانه بخاطر کم توجهی وسطحی بودن آب آن رودخانه در فصل تابستان خشک می شود وآن جنان استفاده ای برای امور کشاورزی وباغداری ندارد. مردمانی بسیار خونگرم ومهمان نواز دراین روستا ساکن هستند. روستای سیر سفلی دارای پتانسیل های گردشگری، کشاورزی ودامپروری زیادی است. محصولات دامی آن ها از کیفیت بالایی برخوردار است. شغل مردم کشاورزی ودامپروری است. محصولاتی مانند گندم، جو ونخود تولید می کنند. همچنین دام های زیادی مانند گوسفند،بز، گاو واسب دراین روستا پرورش داده می شوند. مردم این روستا باآداب ورسوم سنتی خود. فرهنگ غنی ایران را زنده نگه داشته اند.
ویرایش کننده: نامق خوبانی